# Asphodèle porte-cerise
Asphodelus cerasiferus
Espèce
Classification APG IV (2016)
L’Asphodèle porte-cerise (Asphodelus cerasiferus) est une espèce de plantes herbacées vivaces. Elle appartient à la famille des Liliaceae selon la classification classique, ou à celle des Asphodelaceae (ou optionnellement à celle des Xanthorrhoeaceae lato sensu) selon la classification phylogénétique APG II (2003) et au genre Asphodelus.

## Description
Elle mesure environ 1 m de hauteur (de 0,5 à 1,2 m de haut) avec des feuilles lancéolées disposées en rosette et une longue tige florale portant une inflorescence en épi avec des fleurs blanches de 2 à 2,4 cm de diamètre apparaissant d'avril à juin. Le fruit a les dimensions d'une grosse cerise (1,6 à 2,2 cm de diamètre) mais est de couleur beige fauve à gris-jaunâtre.
Cette espèce pousse dans les lieux arides des régions méditerranéennes.

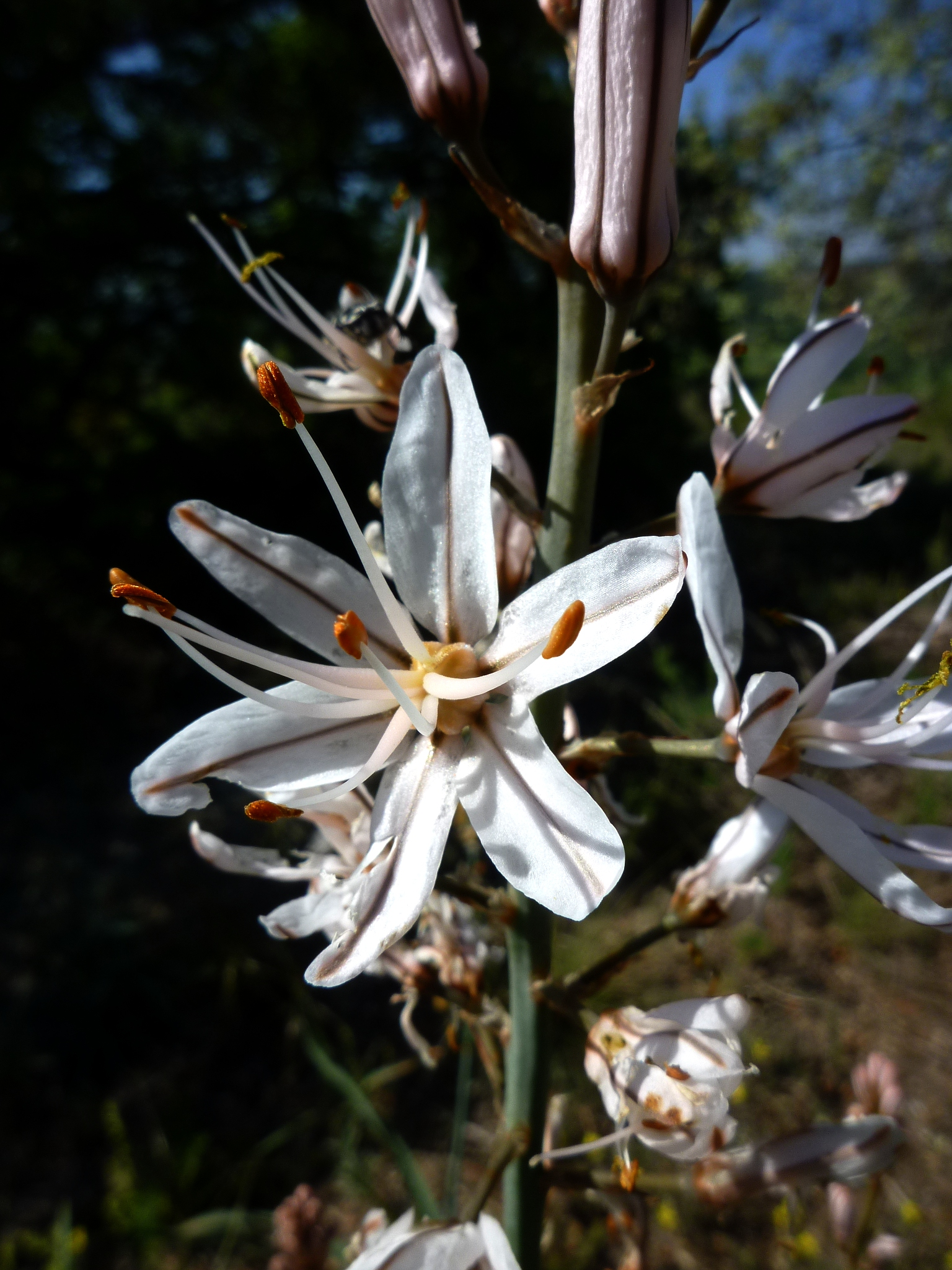
Détail de la fleur.
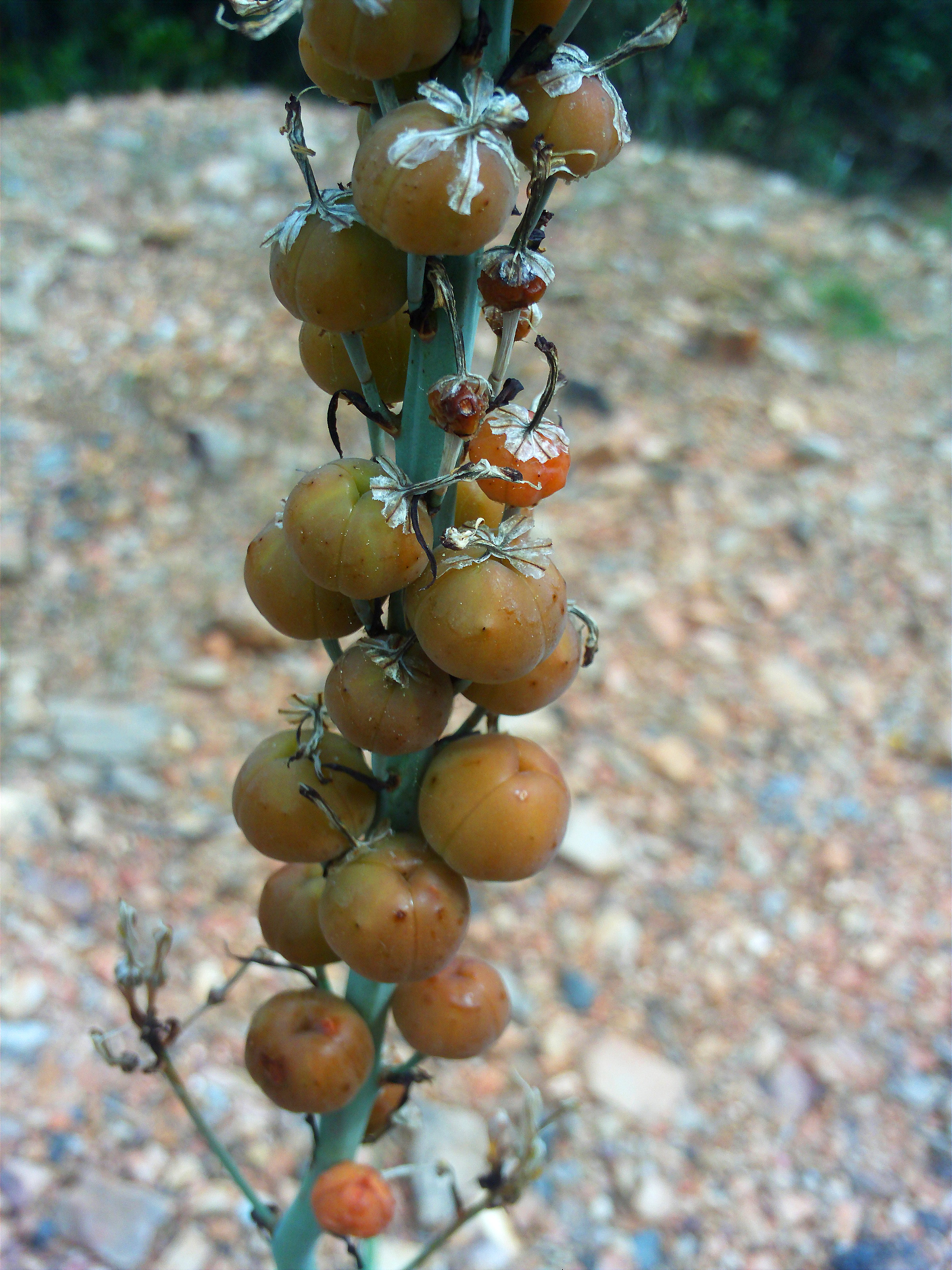
Asphodelus cerasiferus fruits.
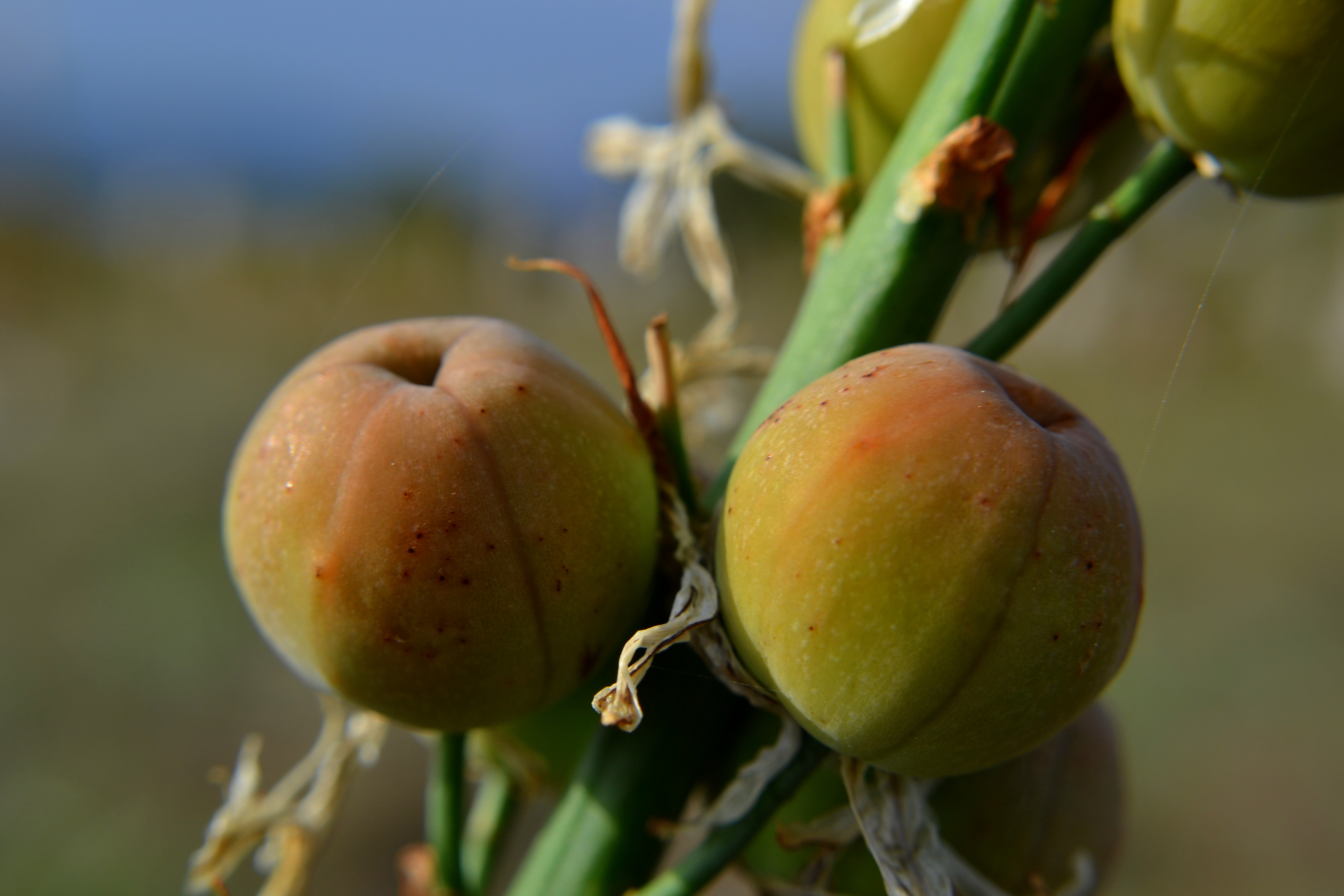
Détail des fruits de l'asphodèle-cerise

## Synonymes
- Asphodelus albus subsp. cerasiferus (J.Gay) Rouy
- Asphodelus australis Jord. & Fourr.
- Asphodelus chambeironii Jord.

## Vulnérabilité
Catégorie de l’UICN: LC, Préoccupation mineure.